# Alasmidonta mccordi
Alasmidonta mccordi är en musselart som beskrevs av Athearn 1964. Alasmidonta mccordi ingår i släktet Alasmidonta och familjen målarmusslor. IUCN kategoriserar arten globalt som utdöd. Inga underarter finns listade i Catalogue of Life.